# Batman Forever
Batman Forever er en amerikansk actionfilm fra 1995, instrueret af Joel Schumacher og produceret af Tim Burton. Det er den tredje film i Batmanfilmserien og Batman blev spillet af Val Kilmer, hans første og eneste optræden som den maskerede helt.

## Handling
Filmen handler om hvordan han skal stoppe skurkene Gækkeren (Jim Carrey) og Two-Face (Tommy Lee Jones. Two-Face er tidligere statsadvokat Harvey Dent, men en ulykke i retssalen gav ham en vansiring for livet og en brændende hævnlyst. Gækkeren var tidligere Edward Nygma, en overset medarbejder i Wayne Enterprises indtil han fremviste sine gådefulde evner, og sit unikke dødelige våben. Dette våben er det store led i deres onde plan om at dræne viden og information fra alle hjerner i Gotham City, hvilket Batman skal forhindre. Han tilegner sig assistancepsykiateren Chase Meridian (Nicole Kidman) og den adopterede medhjælper Robin/Dick Grayson (Chris O'Donnell), der debuterer i filmen. Filmen blev i 1997 efterfulgt af Batman & Robin.

## Medvirkende
- Val Kilmer – Bruce Wayne/Batman (erstatter Michael Keaton)
- Tommy Lee Jones – Harvey Dent (erstatter Billy Dee Williams
- Jim Carrey – Edward Nygma/Riddler
- Nicole Kidman – Dr. Chase Meridian
- Chris O'Donnell – Dick Grayson/Robin
- Michael Gough – Alfred Pennyworth
- Pat Hingle – Kommissarie James Gordon
- Drew Barrymore – Sugar
- Debi Mazar – Spice